# Playa Oriente
Playa Oriente är en ort i Mexiko.   Den ligger i kommunen La Antigua och delstaten Veracruz, i den sydöstra delen av landet, 290 km öster om huvudstaden Mexico City. Playa Oriente ligger 16 meter över havet och antalet invånare är 492.
Terrängen runt Playa Oriente är platt. Havet är nära Playa Oriente åt nordost.  Närmaste större samhälle är Cabezas, 6,0 km väster om Playa Oriente. 